# Perro (araña)
Perro es un género de arañas araneomorfas de la familia Linyphiidae. Se encuentra en la Rusia  y Canadá.

## Lista de especies
Según The World Spider Catalog 12.0:
- Perro camtschadalica (Kulczynski, 1885)
- Perro polaris (Eskov, 1986)
- Perro putoranica (Eskov, 1986)
- Perro subtilipes (Tanasevitch, 1985)
- Perro tshuktshorum (Eskov & Marusik, 1991)